# Леумит

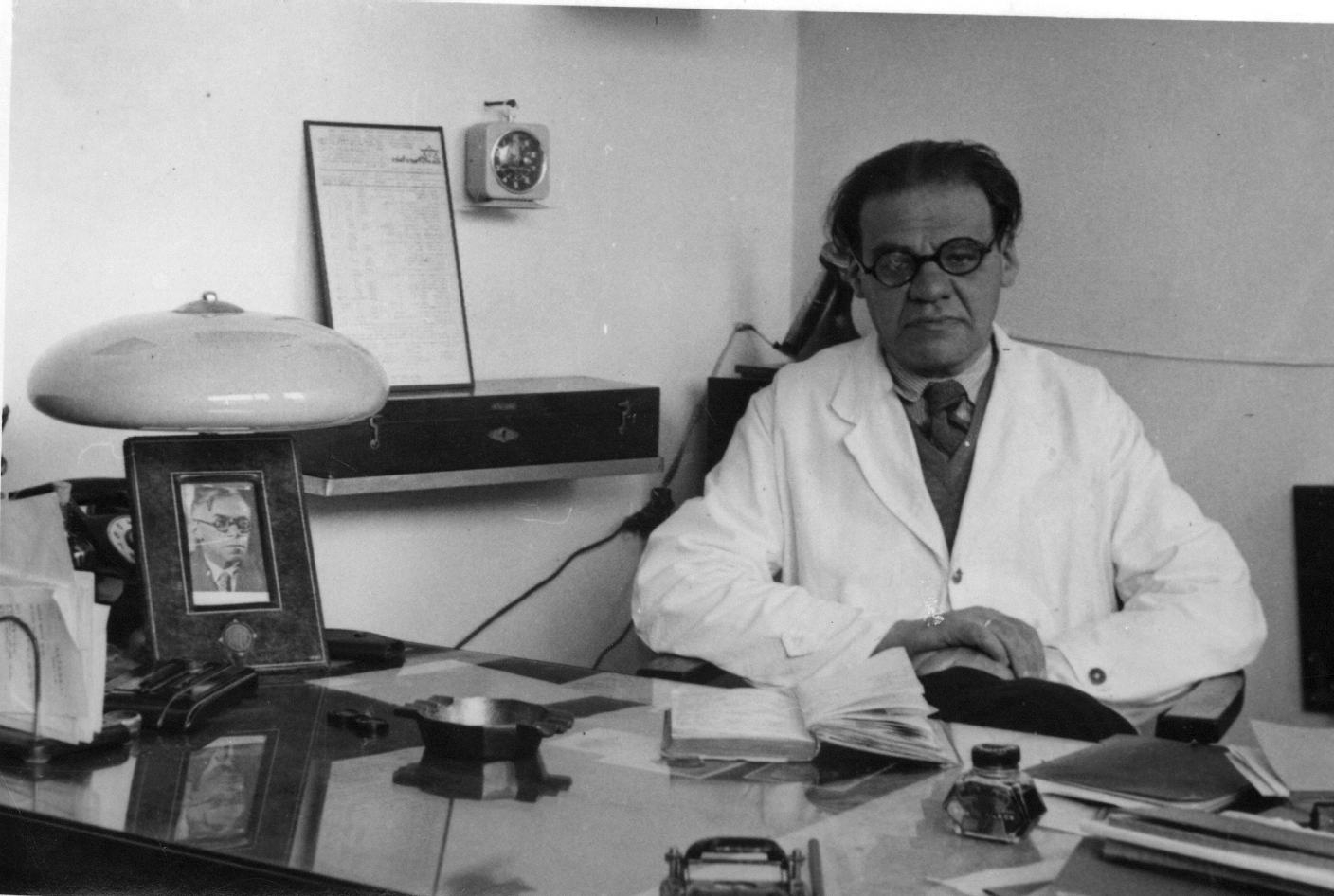
Доктор Йосеф Паамони сидит за своим столом в офисе Леумит (около 1950 г.)

Леумит («Национальная», полное название — ивр. לאומית שירותי בריאות‎ — Леумит-услуги здравоохранения) — четвёртая по величине (самая маленькая) больничная касса Израиля, которая предоставляет медицинские услуги более чем 720 000 членов.

## История
Касса была основана в ноябре 1933 года группой врачей, после чего присоединилась к Национальному союзу трудящихся (Гистадрут леумит), основанному годом позже, в 1934 году.
Касса была основана для предоставления медицинских услуг членам ревизионистского движения теми врачами, которые были уволены из больничной кассы Клалит или сами покинули её после обвинений ревизионистских активистов в убийстве Хаима Арлозорова, председателя политического отдела Еврейского агентства. Через четыре месяца после убийства первая группа врачей-ревизионистов во главе с Йосефом Паамони и Яаковом Вейншелем объявила о создании «больничной кассы для национально настроенных трудящихся» (ивр. "קופת חולים לעובדים לאומיים"‎). Первая клиника кассы была расположена в частном доме доктора Якова Виншеля на улице Грузенберг в Тель-Авиве. Вскоре после этого были открыты филиалы в Рамат-Гане и Хайфе. 18 мая 1944 года было дано подтверждение, что «Больничная касса для национально настроенных трудящихся» была зарегистрирована в соответствии с законом.
Особенность кассы заключалась в предоставлении её членам права выбора врача и медицинских услуг.
При учреждении больничной кассы первый директор Давид Мальмедович заявил, что она будет открыта для всех без ограничения по политической или классовой принадлежности.
Основную деятельность касса вела в городах. С созданием Государства Израиль больничная касса также действовала в маабарах, населенных пунктах для иммигрантов и городах развития. В начале 1960-х годов касса начал переходить от модели независимой медицины к комбинированной модели независимой и наёмной медицины, предоставляемой в районных клиниках.
Многочисленные отделения Леумит действовали в еврейских поселениях на Западном берегу реки Иордан и в нееврейских деревнях в Галилее.
Организационная принадлежность кассы к Национальному союзу трудящихся составляла на протяжении большей части её существования финансовую и идеологическую основу его работы. С принятием Закона о государственном медицинском страховании в 1995 году эта ситуация изменилась, и касса стала независимым органом, действующим на основе данного закона. Разрыв связи между Национальным союзом трудящихся и Национальной больничной кассой был завершен в 2016 году с утверждением подзаконных актов, которые лишили Национальный союз трудящихся права назначать директоров кассы.
2 мая 2010 года касса изменила свое название с «Национальной больничной кассы» (ивр. "קופת חולים לאומית"‎, полное название — «Больничная касса для национальных рабочих Национального союза рабочих в Эрец-Исраэль») на «Леумит-услуги здравоохранения». Символ кассы тоже был изменён.

### Леумит-услуги здравоохранения
В 2015 году в кассе состояло более 720 000 членов, она оказывала услуги примерно в 350 отделениях всей стране. Касса имела около 3000 сотрудников, более 2000 врачей-специалистов и несколько лабораторий. Кроме того, её клиенты также могут получать услуги в клиниках независимых врачей, связанных с больничной кассой.
Леумит имеет годовой бюджет в 4 млрд шекелей.
В 2015 году компания Леумит получила первую премию за качество обслуживания от מי"ל.

### Страхование и дополнительные услуги
Леумит предлагает своим страхователям два дополнительных страховых плана:
- Леумит кесеф — базовый план дополнительного страхования, который предоставляет различные медицинские услуги помимо тех, которые включены в корзину минздрава.
- Леумит захав — комплексная дополнительная страховая программа.

В 2004 году между больничной кассой и страховой компанией Харель было подписано соглашение о страховании на случай длительного ухода за членами кассы. Страхование долгосрочного ухода предоставляет участникам дополнительные долгосрочные медицинские услуги. Это единственная страховка на случай длительного ухода среди больничных касс Израиля, предлагаемая пожизненно.
Леумит владеет сетью аптек (Леумит-фарм), которая включает 150 аптек, расположенных в филиалах Леумит.
Леумит управляет сетью частных стоматологических клиник.
Кроме того, Леумит управляет сетью из примерно 70 магазинов оптики, которые предоставляют услуги по проверке зрения, очки и прочее.
Леумит также предоставляет услуги альтернативной медицины, такие как акупунктура; хиропрактика; гомеопатия; рефлексология; тайцзи.